# Берег Гулда
Берег Гулда (84°30′ ю. ш. 150°00′ з. д.) — часть побережья Антарктиды вдоль восточной окраины шельфового ледника Росса у берега Амундсена, между западной стороной ледника Скотта и южной оконечностью берега Сайпла (83°30′ ю. ш. 153°00′ з. д.).
Берег был назван Новозеландским Антарктическим комитетом по топонимике в 1961 году в честь Лоуренса М. Гулда, геолога, который был заместителем командира Антарктической экспедиции Ричарда Бэрда в 1928-30 годах. Гулд возглавлял Геологическую партию, которая в 1929 году нанесла на карту 280 км этого побережья. Впоследствии, будучи президентом Карлтонского колледжа в Нортфилде, штат Миннесота, он был назначен председателем Национального комитета США по проведению Международного геофизического года и принял значимое участие в планировании американской исследовательской программы Антарктики.